# 古铁雷-穆尼奥斯
古铁雷-穆尼奥斯，是西班牙卡斯蒂利亚-莱昂阿维拉省的一个市镇。 总面积22km2, 总人口128人（2001年），人口密度6人/km2。